# Specie di Senoculidae
Di seguito sono descritte tutte le 31 specie della famiglia di ragni Senoculidae note al dicembre 2012.

## Senoculus
Senoculus Taczanowski, 1872
- Senoculus albidus (F. O. P.-Cambridge, 1897) — Brasile
- Senoculus barroanus Chickering, 1941 — Panama
- Senoculus bucolicus Chickering, 1941 — Panama
- Senoculus cambridgei Mello-Leitão, 1927 — Brasile
- Senoculus canaliculatus F. O. P.-Cambridge, 1902 — dal Messico al Panama
- Senoculus carminatus Mello-Leitão, 1927 — Brasile
- Senoculus darwini (Holmberg, 1883) — Argentina
- Senoculus fimbriatus Mello-Leitão, 1927 — Brasile
- Senoculus gracilis (Keyserling, 1879) — dalla Guyana all'Argentina
- Senoculus guianensis Caporiacco, 1947 — Guyana
- Senoculus iricolor (Simon, 1880) — Brasile
- Senoculus maronicus Taczanowski, 1872 — Guiana francese
- Senoculus minutus Mello-Leitão, 1927 — Brasile
- Senoculus monastoides (O. P.-Cambridge, 1873) — Brasile
- Senoculus nigropurpureus Mello-Leitão, 1927 — Paraguay
- Senoculus penicillatus Mello-Leitão, 1927 — Trinidad, Brasile, Paraguay
- Senoculus planus Mello-Leitão, 1927 — Brasile
- Senoculus plumosus (Simon, 1880) — Brasile
- Senoculus prolatus (O. P.-Cambridge, 1896) — Messico, Guatemala
- Senoculus proximus Mello-Leitão, 1927 — Brasile
- Senoculus purpureus (Simon, 1880) — dal Panama all'Argentina
- Senoculus robustus Chickering, 1941 — Panama
- Senoculus rubicundus Chickering, 1953 — Panama
- Senoculus rubromaculatus Keyserling, 1879 — Perù
- Senoculus ruficapillus (Simon, 1880) — Brasile
- Senoculus scalarum Schiapelli & Gerschman, 1958 — Argentina
- Senoculus silvaticus Chickering, 1941 — Panama
- Senoculus tigrinus Chickering, 1941 — Panama
- Senoculus uncatus Mello-Leitão, 1927 — Brasile
- Senoculus wiedenmeyeri Schenkel, 1953 — Venezuela
- Senoculus zeteki Chickering, 1953 — Panama